# Redem: Red Educativa Mundial
REDEM: La Red Educativa Mundial es una organización internacional que tiene por finalidad elevar el nivel educativo tanto de estudiantes como de profesores a través del uso de las nuevas herramientas que nos ofrece la Internet, Tecnologías de Información y Comunicación (TIC).
REDEM es una plataforma de difusión y manejo de nuevas herramientas, metodologías de enseñanza que se auto-alimenta de experiencias compartidas por docentes, centros e instituciones educativas a nivel internacional en sus diferentes formas y niveles de educación.
Fue fundada en Perú el 15 de julio de 2004.
- Datos: Q16624615